# Breña Alta
Breña Alta is een gemeente in de Spaanse provincie Santa Cruz de Tenerife in de regio Canarische Eilanden met een oppervlakte van 31 km². Breña Alta telt 7.086 inwoners (1 januari 2016).
Tussen Breña Alta en de hoofdstad van het eiland Santa Cruz de La Palma ligt de vulkaan Risco de la Concepción.

## Demografische ontwikkeling
Bron: INE, 1857-2011: volkstellingen
Barlovento · Breña Alta · Breña Baja · Fuencaliente de La Palma · Garafía · Los Llanos de Aridane · El Paso · Puntagorda · Puntallana · San Andrés y Sauces · Santa Cruz de La Palma · Tazacorte · Tijarafe · Villa de Mazo